# Chessel
Chessel es una comuna suiza del cantón de Vaud, ubicada en el distrito de Aigle. Tiene una población estimada, a fines de 2020, de 444 habitantes.
Está ubicada en la orilla derecha del río Ródano. Limita al norte con la comuna de Noville, al este con Roche, al sur con Yvorne, y al oeste con Port-Valais (VS) y Vouvry (VS).

## Población
| Año        | 1850 | 1860 | 1870 | 1880 | 1888 | 1900 | 1910 | 1920 |
| habitantes | 132  | 119  | 126  | 128  | 147  | 167  | 141  | 181  |
| Año        | 1930 | 1941 | 1950 | 1960 | 1970 | 1980 | 1990 | 2020 |
| habitantes | 156  | 174  | 202  | 209  | 191  | 191  | 222  | 444  |